# Prostitution bag sløret
|  | Denne artikel er oprettet af botten PalnaBot ud fra en ekstern database. Den kan derfor have sproglige fejl eller mangler. Denne skabelon kan fjernes efter kontrol af indholdet. |

Prostitution bag sløret er en film instrueret af Nahid Persson.

## Handling
»Prostitution bag sløret« er en film om to unge kvinder i dagens Iran. Minna og Fariba er prostituerede i et samfund, der er domineret af mænd og islamisk lovgivning. Vi følger de to kvinder i løbet af et år, og de fortæller om deres baggrund, og om hvordan svigtende ægtemænd og afhængighed af stoffer langsomt har ført dem væk fra familien og trygge rammer og ud i prostitution. Filmen viser, hvordan mænd indgår midlertidige ægteskaber for at legitimere prostitution, der officielt er ulovligt. 'Sighe' er betegnelsen for et midlertidigt partnerskab, der er tilladt blandt Shia-muslimer. Mænd og prostituerede bliver gift i ned til to timer og undgår dermed at blive straffet. »Prostitution bag sløret« er et nøgent og sympatisk portræt af to kvinders hverdag i et dobbeltmoralsk og lukket samfund.